# غوستافو كامانيو
غوستافو كامانيو (بالإسبانية: Gustavo Caamaño)‏ هو لاعب كرة قدم أرجنتيني في مركز الدفاع، ولد في 27 مايو 1979 في الأرجنتين. لعب مع Comisión de Actividades Infantiles ‏.

## وصلات خارجية
- غوستافو كامانيو على موقع إي إس بي إن إف سي (الإنجليزية)
- غوستافو كامانيو على موقع Soccerway.com (الإنجليزية)